# Lill-Grundträsket
Lill-Grundträsket är en sjö i Kalix kommun i Norrbotten och ingår i Kalixälvens huvudavrinningsområde. Lill-Grundträsket ligger i Torne och Kalix älvsystem Natura 2000-område.